# Sismoscope

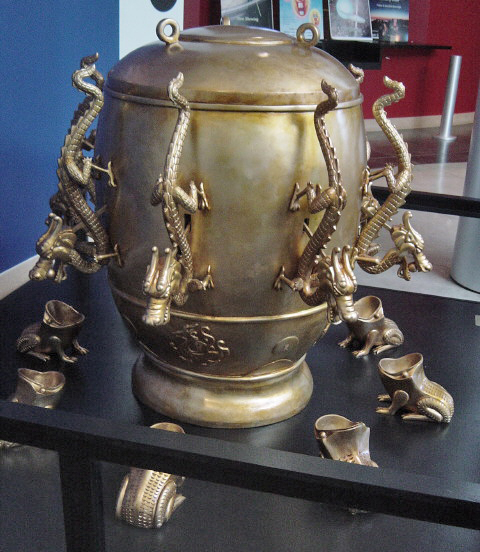
Réplique du sismoscope de Zhang Heng. Chabot Space & Science Center, Oakland (Californie, USA)

Le sismoscope, ou séismoscope, du grec σεισμο ́ς (« secousse ») et σκοπει ̃ν (« observer »), est un appareil permettant d'observer les secousses de l'écorce terrestre (les séismes). Les sismoscopes sont donc des appareils plus rudimentaires que les sismographes (qui enregistrent les séismes) et les sismomètres (qui en mesurent les caractéristiques).
Le premier sismoscope connu est le 候风地动仪 — Houfeng Didong Yi (« girouette des mouvements de la Terre ») présenté par Zhang Heng en 132.